# Szurokfű (növényfaj)
A szurokfű, más néven közönséges szurokfű vagy vadmajoránna (Origanum vulgare) az árvacsalánfélék (Lamiaceae) családjának szurokfű (Origanum) nemzetségébe tartozó fűszer- és gyógynövényfaj, amelyet latin nevéből oregánónak is neveznek.
Nevének eredete a latin origanum nyomán keletkezett, amely a görög origanon folytatása és az orosz (‘hegy’) és ganosz (‘szépség, dísz’) szavakból tevődött össze.
Az ókori Egyiptomban is ismerték már gyógyhatásait, köhögéscsillapítóként volt közismert, az ókori Görögországban pedig sérüléseket gyógyítottak vele. A középkorban az ételeket a szurokfűolajával óvták meg a mikrobás fertőzésektől.
Egész Európában ismerik és használják, de fűszerként főleg a mediterrán konyhára jellemző (gyakran bazsalikommal és rozmaringgal kombinálva). Sajátságos íze van, mely a majorannára és a kakukkfűre emlékeztet. Hazánkban is gyakori, a száraz gyepek, hegyoldalak és erdőszélek növénye. Leginkább a meszes talajokat kedveli.

## Jellemzése

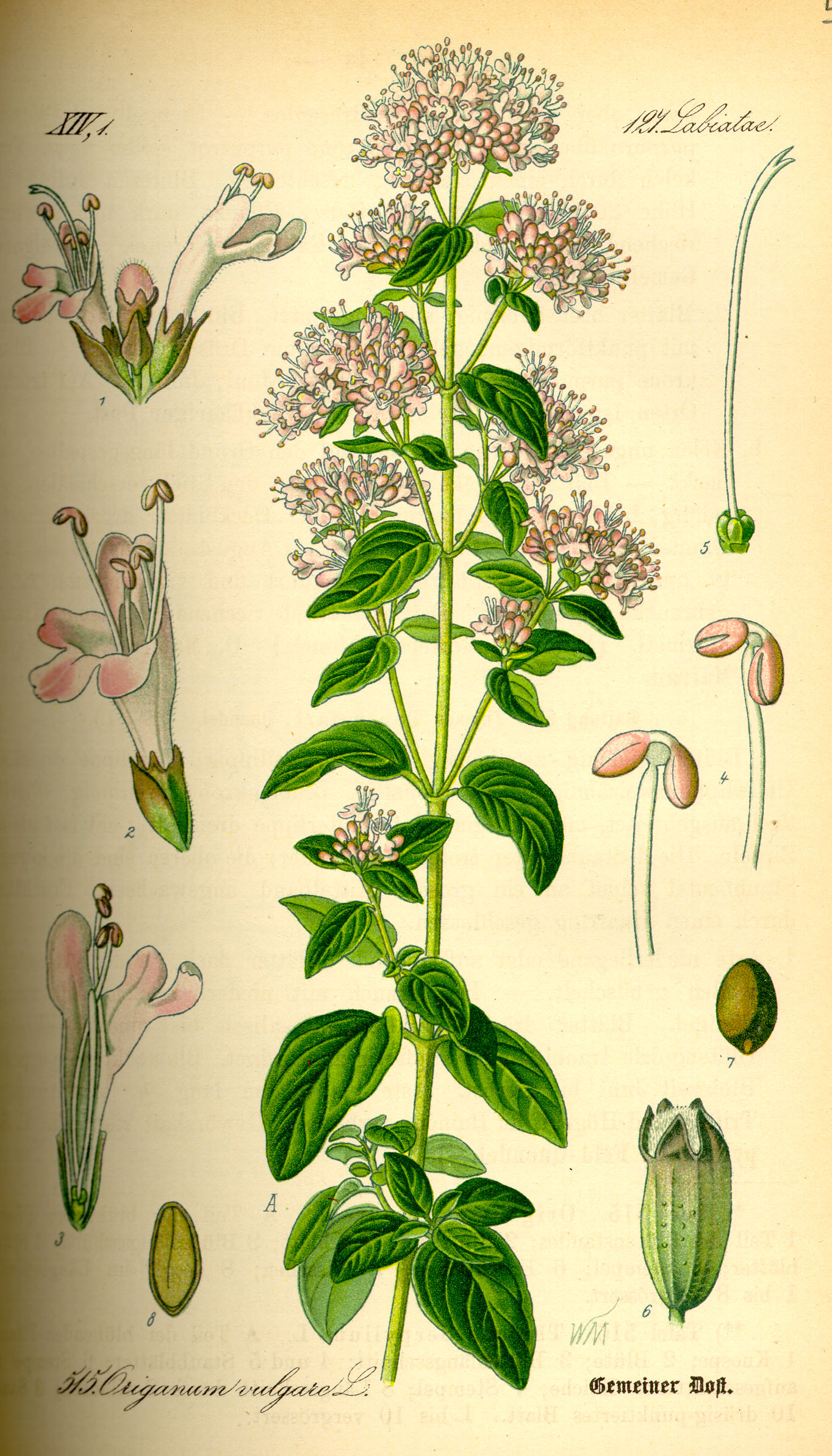
Origanum vulgare

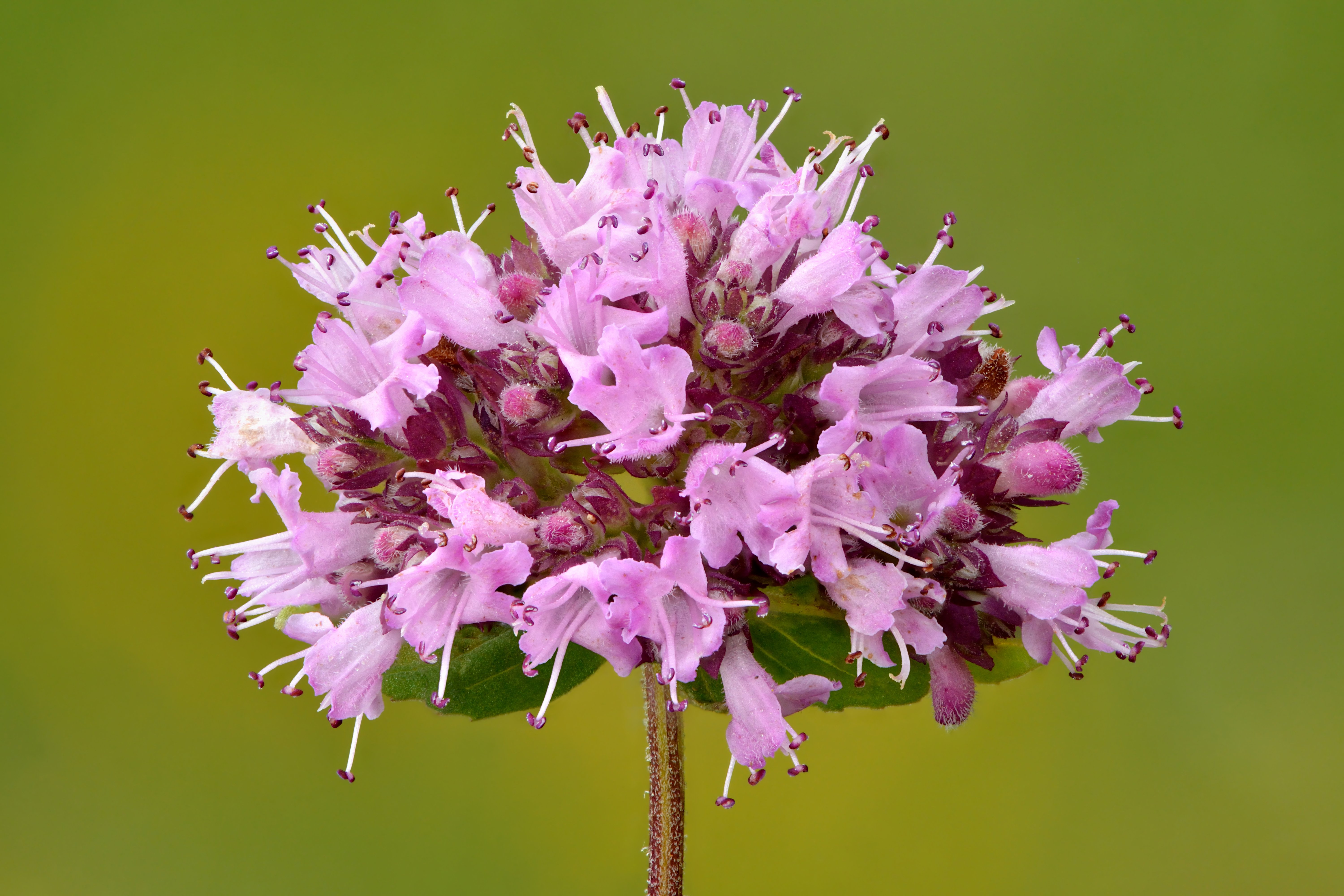
Virágzat

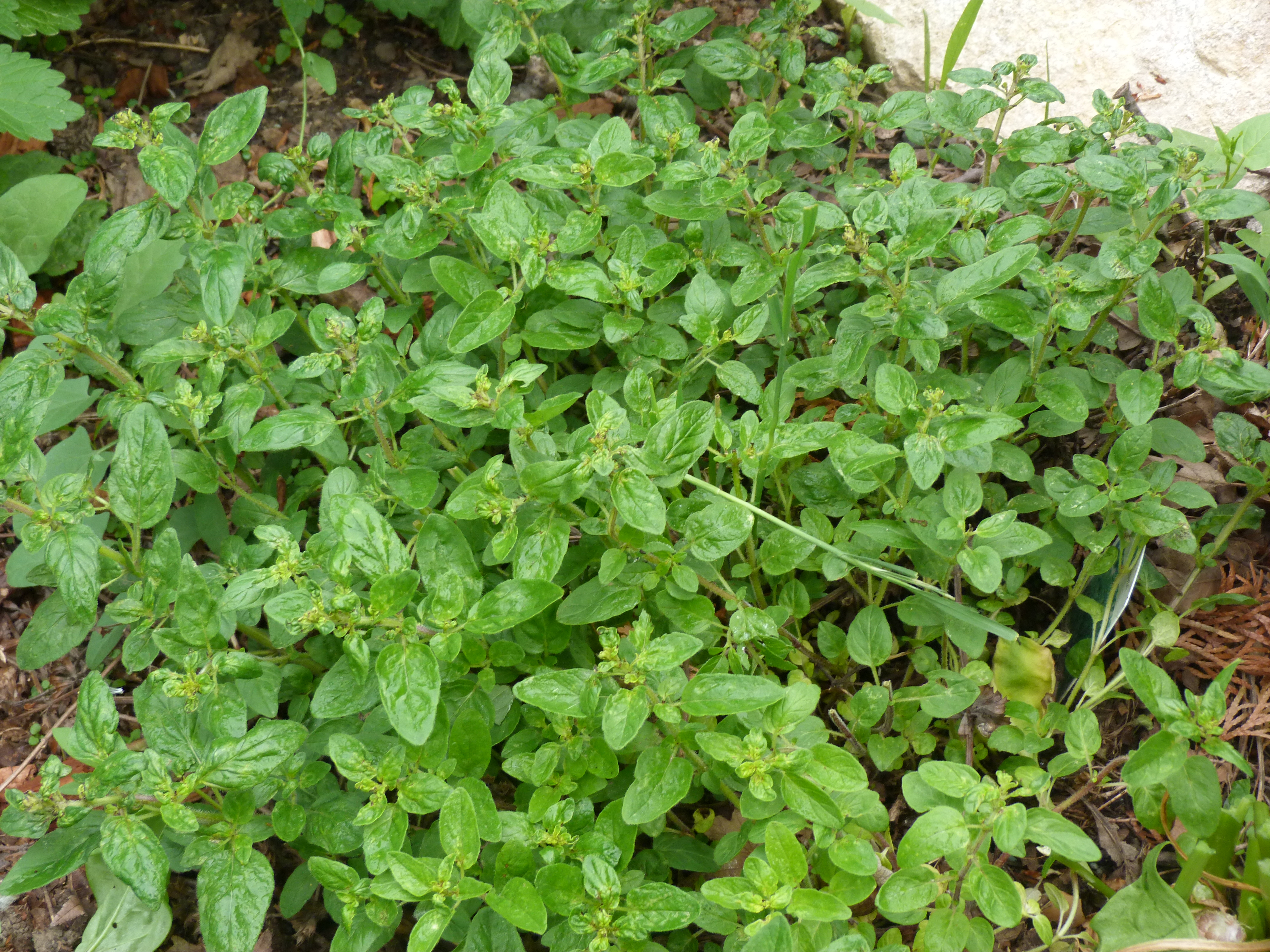
Szurokfű

A szurokfű 30–80 cm-t is elérő, aromás illatú, félcserje jellegű évelő növény. Szára gazdagon elágazó, négyélű; keresztben átellenes állású levelei tojásdadok, szőrösek. Kétcimpájú, apró, bíborszínű, ajakos virágai hosszú kocsányon, a levél hónaljából kifejlődő tálörvekből fejlődnek ki.

## Szaporítása
Magjait március végén vetik, hogy a növények kellőképpen ki tudjanak fejlődni. Másik szaporítási módja a tőosztás: a fűszerkertben március-áprilisi vagy őszi tőosztással lehetséges a szükséges tőmennyiséget biztosítani. Júniusban a hajtásai dugványozhatók. Leveles hajtásai folyamatosan szedhetők.

## Alfajai
- O. vulgare subsp. glandulosum
- O. vulgare subsp. gracile
- O. vulgare subsp. hirtum
- O. vulgare subsp. virens
- O. vulgare subsp. viridulum
- O. vulgare subsp. vulgare

## Felhasználása

### Kulináris felhasználása
Közkedvelt fűszer- és gyógynövény. Különösen a görög, török, palesztin, arab, szír, portugál és dél-amerikai konyhák kedvence, de egész Európában elterjedt, és ma már az olasz konyha ételeit sem lehet elképzelni nélküle. Gyakran használják paradicsommártás ízesítéséhez, grillezett húsokhoz, sült zöldségekhez.
A frissen szedett leveleket salátákhoz adják. Virágzó hajtásait vágva vagy morzsolva árusítják. Nemcsak az olaszos fogásokhoz, de különféle egyéb levesekhez, töltelékekhez, paradicsomos, burgonyás, halas, babos ételekhez, pástétomokhoz, mártásokhoz is használják.
Nem azonos rokonával, a kerti majoránnával (Origanum majorana). Felhasználásuk ugyan hasonló, de a szurokfű sokkal aromásabb.

### Gyógyhatásai
A szurokfüvet a természet antibiotikumának tartják. Karvakrolt, illóolajat, cseranyagot, keserű anyagot és gyulladáscsökkentő timolt tartalmaz; a karvakrol és a timol a baktériumok szaporodását gátolja. Maga a szurokfű 2–5%-ban tartalmazhatja, olaja az oregánóolaj pedig 40–70%-ban. A legjobb minőségű olajok akár 85%-ban is tartalmazhatják a karvakrolt, de ez függ a lepárlás módjától. A növény levelét megszárítják, és nyugtató hatású teát főznek belőle. Teája (forrázata) étvágygerjesztő, idegnyugtató, baktériumölő, köhögéscsillapító hatású.

### Egyéb felhasználása
Ételízesítésen és gyógyításon kívül felhasználják festékkészítésre is.